# Greta Dielens
Greta Dielens (Kessel, 17 juli 1942)  is een Belgisch politica.

## Levensloop
Greta Dielens volgde een opleiding tot verpleegster aan de Sint-Elisabethschool in Leuven en behaalde het diploma van licentiaat in de politieke en sociale wetenschappen aan de Katholieke Universiteit Leuven. Vanaf 1965 werkte ze voor het KAV-verbond van Antwerpen. Ook werd ze lid van de raad van beheer van Ons Vooruitzicht, de christelijke vrouwenmutualiteit van Antwerpen, en Familiehulp.
In 1972 werd Dielens lid van het hoofdbestuur van de CVP, waar ze tot de ACW-strekking behoorde. In april 1976 werd ze in opvolging van Maria Verlackt-Gevaert lid van de Kamer van volksvertegenwoordigers voor het arrondissement Antwerpen en bleef dit mandaat vervullen tot eind 1981. In de periode mei 1976-oktober 1980 zetelde ze als gevolg van het toen bestaande dubbelmandaat ook in de Cultuurraad voor de Nederlandse Cultuurgemeenschap, die op 7 december 1971 werd geïnstalleerd. Vanaf 21 oktober 1980 tot november 1981 was ze tevens korte tijd lid van de Vlaamse Raad, de opvolger van de Cultuurraad en de voorloper van het huidige Vlaams Parlement. Bij de verkiezingen van november 1981 werd Dielens niet herkozen als parlementslid, waarna ze kabinetsmedewerker werd van Paula D'Hondt, toenmalig staatssecretaris voor Posterijen, Telegrafie en Telefonie.
Ze woonde sinds 1976 in de wijk Luchtbal in Antwerpen en ondersteunde de voorwaarde van taalkennis in hoofde van de huurders. Ze was als coördinatrice de stuwende kracht van de wijkvereniging Bewonerscontact Boven- en Benedenblok en diende het idee in om een duidelijk stratenplan van de Luchtbal te maken. "Om de nieuwkomers in de wijk wegwijs te maken", lichtte ze toe.